# Beyond White Space
Beyond White Space (din limba engleză, cu sensul de Dincolo de spațiul alb) este un film thriller științifico-fantastic americano-maghiar din 2018, regizat de Ken Locsmandi și cu Holt McCallany, Zulay Henao și James Devoti  în rolurile principale. Scenariul prezintă echipajul unei nave spațiale comerciale la marginea unui spațiu neexplorat care întâlnește o creatură extraterestră rară și valoroasă, iar căpitanul intenționează să o prindă.  

## Rezumat
Povestea filmului are loc în anul 2156 când, din cauza suprapopulării Pământului, hrana s-a epuizat. Pentru a hrăni populația terestră, diverse forme de viață extraterestră sunt capturate pentru consum. 
Nava USS Essex, deținută de gigantul industrial AmberCorp, călătorește în cele mai îndepărtate părți ale Universului cunoscut atunci când întâlnește o creatură gigantică în ultima recoltă a sezonului. După ce pirații spațiali le fură încărcătura și majoritatea proviziilor, căpitanul Richard Bentley decide să prindă creatura, mai ales că aceasta i-a ucis tatăl. Creatura este o specie rară și aproape dispărută, iar căpitanul devine în curând obsedat să reușească capturarea ei. Echipajul navei se revoltă și la scurt timp după aceea, creatura gigantică și mortală atacă nava.

## Distribuție
- Holt McCallany - căpitanul Richard Bentley
- Zulay Henao - Lynn Navarro
- James Devoti - Owen Bentley
- Jocko Sims - Harpo
- Bucătăria Kodi - Batali
- Dave Sheridan - Stubniski
- Mike Genovese - Hawthorne
- Tiffany Brouwer - Ragsland
- Isaac C. Singleton Jr. - Lt. Boomer

## Producție
Filmul este bazat pe romanul Moby Dick al lui Herman Melville, dar povestea a fost mutată de pe mare în spațiul cosmic.

## Lansare
Vertical Entertainment⁠(d) a achiziționat drepturile de distribuție în America de Nord ale filmului în septembrie 2018. Filmul a avut o lansare limitată în cinematografe și în format video la cerere (VOD) la 14 decembrie 2018.
Filmul a fost distribuit pe video în Germania la 22 mai 2019.

## Recepție
The Hollywood Reporter a avut o recenzie negativă despre acest film, considerând că deși este „arătos, este un științifico-fantastic idiot”.
Pe Rotten Tomatoes, filmul are un rating de 33% pe baza a cca. 50 de recenzii. Cinema.de critică în principal sexismul din film, dar descrie prezentarea vizuală a filmului ca fiind decentă.

## Legăuri externe
- Beyond White Space la Internet Movie Database
- Beyond White Space la Rotten Tomatoes